# Sydney Greenstreet
Sydney Hughes Greenstreet (* 27. Dezember 1879 in Sandwich, England; † 18. Januar 1954 in Hollywood, Kalifornien) war ein britischer Schauspieler. Berühmt wurde er vor allem durch seine Rollen neben Humphrey Bogart und Peter Lorre in Die Spur des Falken und Casablanca.

## Leben

### Frühes Leben und Theaterkarriere
Sydney Greenstreet wurde als eines von sieben Kindern des Lederhändlers John Jack Greenstreet und seiner Ehefrau Ann in England geboren. Als junger Mann versuchte er sich als Teepflanzer auf Ceylon (heutiges Sri Lanka), eine anhaltende Dürre zerstörte ihm jedoch das Geschäft. Er kehrte nach England zurück, leitete eine Brauerei und nahm aus Langeweile nebenbei Schauspielunterricht.
Sein Bühnendebüt gab er 1902 in einer Sherlock-Holmes-Bühnenadaption in der Rolle des Mörders. In den nächsten Jahren reiste er unter anderem mit Ben Greets Shakespeare-Truppe durch England. Nachdem er 1907 erstmals in The Merchant of Venice am Broadway gespielt hatte, trat er dort bis 1940 insgesamt in rund zwei Dutzend Produktionen auf. Den überwiegenden Teil seiner Karriere pendelte er zwischen Theaterengagements in England und den Vereinigten Staaten. Auf der Bühne spielte er oft komödiantisch angehauchte Rollen, beispielsweise den britischen Butler. In den 1930er-Jahren trat er wiederholt an der Seite der Theaterstars Alfred Lunt und Lynn Fontanne bei der New Yorker Theatre Guild auf.

### Filmkarriere
Bis zum Alter von 61 Jahren lehnte Greenstreet alle Angebote, einen Film zu drehen, ab. John Huston, der ihn am Broadway gesehen hatte, konnte Greenstreet schließlich 1941 für seinen Kriminalfilm Die Spur des Falken verpflichten. An der Seite von Humphrey Bogart, Mary Astor und Peter Lorre verkörperte Greenstreet die wichtige Rolle des dubiosen Geschäftsmannes Kaspar Gutman, der auf seiner Jagd nach einer wertvollen Statue nicht vor Mord zurückschreckt. Er wurde für seine Darstellung mit einer Oscar-Nominierung als Bester Nebendarsteller bedacht.
Anschließend war der weißhaarige, 150 Kilo schwere Charakterdarsteller besonders auf zwielichtige ältere Herren abonniert, welche im Hintergrund die Fäden zogen, oft in Film noirs. Insgesamt neun Filme drehte Greenstreet zusammen mit Peter Lorre, der in körperlicher wie charakterlicher Hinsicht als sein perfekter Gegenpart fungierte. Neben dem massigen, stoisch wirkenden Greenstreet spielte der schmächtige Lorre in der Regel nervöse, verschlagene Typen, denen nicht zu trauen war. Die häufige gemeinsame Besetzung ergab sich auch daraus, dass beide bei Warner Bros. unter Studiovertrag waren. Greenstreet, Lorre und Bogart standen 1942 erneut bei dem Kultfilm Casablanca zusammen vor der Kamera. Darin verkörperte Greenstreet die Rolle des Signor Ferrari, dem Geschäftsführer des Lokals „Blauer Papagei“, der nicht ganz legale Geschäfte mit Ausreisevisen macht. Für seine Rolle in Abenteuer in Panama, den Greenstreet ebenfalls 1942 zusammen mit Bogart drehte, wurde er mit einem Schauspielpreis des National Board of Review ausgezeichnet.
In mehreren Filmen Mitte der 1940er-Jahre wie Drei Fremde und Hier irrte Scotland Yard war Greenstreet sogar ein Hauptdarsteller, was für einen Schauspieler seines Alters und Aussehens in Hollywood eher ungewöhnlich war und seine große Bekanntheit während dieser Dekade unterstreicht. Er konnte den zwielichtigen Rollen gelegentlich entkommen, so als eigenwilliger, aber gutherziger Zeitungsverleger in der Weihnachtskomödie Weihnachten nach Maß oder als Schriftsteller William Makepeace Thackeray in der historischen Filmbiografie Devotion. In dem Film noir Konflikt ist es Greenstreets Figur eines Psychiaters, die einem Verbrechen von Humphrey Bogarts Figur auf die Spur kommt, umgekehrt zu der Handlung in Die Spur des Falken.
Nach insgesamt 23 Filmen in acht Jahren zog sich Greenstreet 1949 aus dem Filmgeschäft zurück. Danach sprach er noch von 1950 bis 1951 den Detektiv Nero Wolfe in einer Radio-Hörspielserie, ehe er seine Karriere ganz beendete.

### Tod, Privates und Nachleben
Greenstreet verstarb 1954 im Alter von 74 Jahren nach längerer Krankheit, unter anderem an Komplikationen seiner Diabetes-Erkrankung. Er liegt auf dem Forest Lawn Memorial Park in Glendale bestattet. Mit seiner Frau Dorothy Marie Odgen war er von 1918 bis zu seinem Tod verheiratet, sie hatten einen gemeinsamen Sohn.
1946 widmete Tennessee Williams dem Schauspieler sein Theaterstück The Last of My Solid Gold Watches, da er bei der Gestaltung der Hauptfigur an Greenstreet dachte. Greenstreet trat allerdings nie mit dem Theaterstück auf. Mit seinem Aussehen und Auftreten in den Filmen der 1940er-Jahre diente Greenstreet zum Teil als Inspiration von Jabba the Hutt aus Star Wars und den Superschurken Kingpin aus den Marvel Comics.

## Filmografie
- 1941: Die Spur des Falken (The Maltese Falcon)
- 1941: Sein letztes Kommando (They Died with Their Boots On)
- 1942: Abenteuer in Panama (Across the Pacific)
- 1942: Casablanca
- 1943: Spion im Orientexpress (Background to Danger)
- 1944: Fahrkarte nach Marseille (Passage to Marseille)
- 1944: Zwischen zwei Welten (Between Two Worlds)
- 1944: Die Maske des Dimitrios (The Mask of Dimitrios)
- 1944: Der Ring der Verschworenen (The Conspirators)
- 1944: Hollywood-Kantine (Hollywood Canteen)
- 1945: Konflikt (Conflict)
- 1945: Pillow to Post
- 1945: Weihnachten nach Maß (Christmas in Connecticut)
- 1946: Drei Fremde (Three Strangers)
- 1946: Devotion
- 1946: Hier irrte Scotland Yard (The Verdict)
- 1947: That Way with Women
- 1947: Der Windhund und die Lady (The Hucksters)
- 1948: Ohne Erbarmen (Ruthless)
- 1948: Das Geheimnis der Frau in Weiß (The Woman in White)
- 1948: Die bronzene Göttin (The Velvet Touch)
- 1949: Die Straße der Erfolgreichen (Flamingo Road)
- 1949: Ein tolles Gefühl (It’s a Great Feeling)
- 1949: Malaya